# 吉良竜夫
吉良 竜夫（きら たつお、1919年12月17日 - 2011年7月19日）は、日本の生態学者。本名は龍夫。理学博士。大阪市立大学名誉教授。元日本生態学会会長。初代日本熱帯生態学会会長。

## 来歴・人物
大阪市生まれ。父は大阪府四條畷市の曹洞宗寺院龍尾寺の住職で貝類研究家の吉良哲明。父の薫陶を受けて、生態学者としての素養を身につけた。旧制大阪府立北野中学校（現大阪府立北野高等学校）、旧制第三高等学校を経て、1942年京都帝国大学農学部卒業。京都帝国大学在学中には、今西錦司、森下正明、さらに1年後輩の梅棹忠夫とともに、大興安嶺山脈、ポナペ島の探検に参加した。
1948年、新制の京都大学農学部農学科園芸学教室の助教授に着任。温量指数を用いた日本森林帯論を著すも、1949年に京都大学を辞職し、大阪市立大学理工学部教授に着任する。
1998年、吉良のコスモス国際賞受賞を記念して、日本熱帯生態学会が「吉良賞」を創設した。

## 略歴
- 1919年 - 大阪市に生まれる。
- 1927年 - 大阪府立北野中学校卒業
- 1942年 - 京都帝国大学農学部卒業
- 1948年 - 京都帝国大学農学部助教授に着任（園芸学）。
- 1949年 - 大阪市立大学理学部教授に着任（植物生態学）。
- 1982年 - 滋賀県琵琶湖研究所の初代所長に就任（1994年まで）。
- 2011年7月19日 - 脳梗塞のため死去。91歳没[2]。

## 受賞歴
- 1984年 - 紫綬褒章[1]
- 1990年 - 勲二等瑞宝章[1]
- 1995年 - 南方熊楠賞[1]、コスモス国際賞[1]、
- 1998年 - エジンバラ公賞[1]

## 研究成果
吉良の研究成果については枚挙に暇が無いが、特に次のものが挙げられる。
1939年から1948年
- 日本およびアジアにおける植物地理学の研究と温量指数の考案

1949年から1981年
- 高等植物の個体群における実験的研究
- 森林生態系の基礎解明

1982年以後
- 琵琶湖およびその周辺水域における環境動態の研究